# Luhli
Heloisa Orosco Borges da Fonseca (Rio de Janeiro, 19 de junho de 1945 - Nova Friburgo, 26 de setembro de 2018), mais conhecida como Luli ou Luhli, foi uma cantora, compositora e multinstrumentista brasileira. Foi conhecida por ter apresentado Ney Matogrosso aos Secos e Molhados, possibilitando, assim, a formação clássica do grupo. Com João Ricardo, foi a co-autora de sucessos como "O Vira" e "Fala".
Fez parte da dupla Luli e Lucina, entre 1972 e 1996. Na década de 1970 a dupla foi pioneira da música independente, tendo realizado discos e turnês sem nenhum apoio de gravadoras. A dupla formou um trisal com o fotógrafo Luiz Fernando da Fonseca, com cada uma tendo dois filhos com ele, Luiz Fernando morreu em 1990 e ambas continuaram o relacionamento por mais sete anos.

## Discografia

### Luli e Lucina
- Flor Lilás (Luli, Lucinha e o Bando) - compacto duplo (1972)
- Luli & Lucinha (1978)
- Amor de Mulher / Yorimatã (1982)
- Êta Nóis (Luli & Lucina, Joésia Ramos, Jean e Paulo Garfunkel, Flor do Campo, Marta Strauch, Bené Fonteles) (1984)
- Timbres e Temperos (1984)
- Porque Sim, Porque Não (1991)
- Elis & Elas (1995)
- 25 Anos (1996)

### Carreira Solo
- Luli (1965)
- Todo Céu Para Voar (com Betti Albano) (2002)
- Luhli (2006)
- Danças da Terra e do Mar(2013)
- Música Nova (2014)